# كليمينس فالتش
كليمينس فالتش (بالألمانية: Clemens Walch)‏ (مواليد 10 يوليو 1987 في روم - النمسا) لاعب كرة قدم نمساوي يلعب حاليا لصالح نادي الدرجة الأولى شتوتغارت الألماني منذ 2008 في مركز الوسط المحوري. .

## روابط خارجية
- كليمينس فالتش على موقع قاعدة بيانات كرة القدم.إي يو (الإنجليزية)
- كليمينس فالتش على موقع بيانات كرة القدم. دي إي (الألمانية)
- كليمينس فالتش على موقع Soccerway.com (الإنجليزية)
- كليمينس فالتش على موقع عالم كرة القدم.نت (الإنجليزية)
- كليمينس فالتش على موقع كووورة